# Apeadero Colonia Carolina
Apeadero Colonia Carolina es una estación de ferrocarril ubicada en las afueras de la localidad de Goya del Departamento Goya en la Provincia de Corrientes, República Argentina. 

## Servicios
Se encuentra precedida por la Estación Goya y le sigue la Estación Isabel Victoria.